# Selaginella stellata
Selaginella stellata är en mosslummerväxtart som beskrevs av Antoine Frédéric Spring. Selaginella stellata ingår i släktet mosslumrar, och familjen mosslummerväxter. Inga underarter finns listade i Catalogue of Life.